# مارفين باكالورز
مارفين باكالورز (بالألمانية: Marvin Bakalorz) (13 سبتمبر 1989 بأوفنباخ أم ماين في ألمانيا - ) هو لاعب كرة قدم ألماني في مركز الوسط. لعب مع آينتراخت فرانكفورت وبادربورن 07 وبوروسيا دورتموند 2 وبوروسيا دورتموند وهانوفر 96 وEintracht Frankfurt II ‏ ونادي بروسيا مونستر.

## روابط خارجية
- مارفين باكالورز على موقع قاعدة بيانات كرة القدم.إي يو (الإنجليزية)
- مارفين باكالورز على موقع بيانات كرة القدم. دي إي (الألمانية)
- مارفين باكالورز على موقع Soccerway.com (الإنجليزية)
- مارفين باكالورز على موقع عالم كرة القدم.نت (الإنجليزية)
- مارفين باكالورز على موقع AS.com (الإسبانية)